# Troy Bruins (AAHL)
Die Troy Bruins waren eine US-amerikanische Eishockeymannschaft in Troy, Ohio. Das Team spielte in der Saison 2010/11 bis zum 5. Januar 2011 in der All American Hockey League.

## Geschichte
Die Troy Bruins wurden 2009 als Franchise der Northern Junior Hockey League gegründet. Nach einer Spielzeit entschlossen sich die Eigentümer in den Profibereich zu wechseln und schlossen sich der All American Hockey League an. Am 31. August 2010 bestätigte die Liga offiziell die Aufnahme der Mannschaft. Die Mannschaft erhielt ihren Namen in Anlehnung an ein gleichnamiges Team, das von 1951 bis 1959 in der International Hockey League spielte.
Am 5. Januar 2011 gab das Team seine Auflösung bekannt, sagte alle weiteren Spiele ab und entließ alle Spieler. Das letzte Spiel der Bruins hatte am 31. Dezember 2010 gegen die Queen City Storm stattgefunden.